# Jacob Ekerman
Jacob Ekerman född i oktober 1713 i Västra Eneby församling, Östergötlands län, död 22 september 1778 i Jönköping, Jönköpings län, var en svensk präst.

## Biografi
Jacob Ekerman föddes 1713 i Västra Eneby församling. Han var son till kyrkoherden Paulus Ekerman och Maria Löfgren. Ekerman studerade i Linköping och blev 1731 student vid Uppsala universitet. Han disputerade 1741 (de sinioribus Isrëlis, Pres. A. Boberg) och 1743 (de eloqentia latina Graecae discipula, Pres. P. Ekerman). Han avlade magisterexamen 1743 och blev hovpräst hos riksrådet greve Axel Löwen 1746. År 1747 blev han extra ordinarie hovpredikant, ordinarie hovpredikant 1752 och kyrkoherde i Jönköpings Kristina församling 1766. Han blev 1766 prost och 1769 kontraktsprost i Tveta kontrakt. Ekerman provpredikade till domprost tjänsten i Växjö församling 1769, utnämndes till teologie doktor 1772 och var preses vid prästmötet 1773. Han avled 1778 i Jönköping.

### Familj
Ekerman gifte sig 2 januari 1767 med Catharina Oxelgren (1740–1810). Hon var dotter till kyrkoherden Magnus Oxelgren i Skärstads församling.